# Pałac w Czernej (powiat głogowski)
Pałac w Czernej (niem.  Schloss Klein Tschirne) – zabytkowy pałac w Czernej – wsi w Polsce, w województwie dolnośląskim, w powiecie głogowskim, w gminie Żukowice, na lewym brzegu Odry.

## Opis

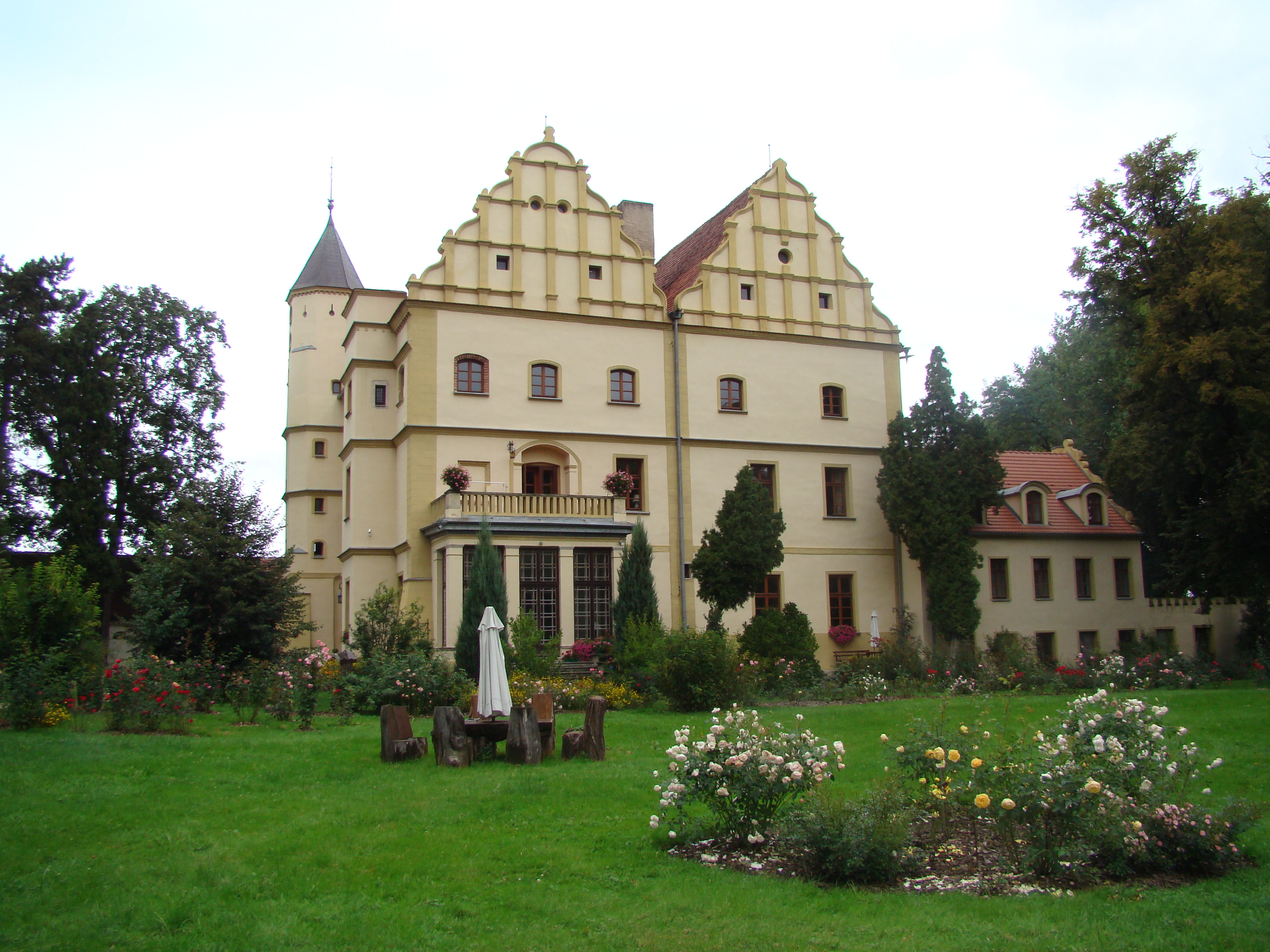

W 1485 właścicielem wsi zostaje Melchior von Glaubitz (zm. po 1494) mąż Evy von Knobelsdorff, protoplasta rodziny. Budowę pałacu rozpoczął w 1558 Wolfgang Glaubitz dla swojego syna Christopha.

## Herby
Portal ozdobiony jest m.in. dwoma herbami: von Stosch w polu nad lewą częścią łuku otworu wejściowego oraz von Landskron w polu nad prawą częścią, z datą 1725.

Powyżej znajduje się fryz zawierający osiem herbów, po cztery herby przodków ojca i matki Christopha von Glaubitza oraz cztery herby przodków żony Christopha, od lewej, von: Glaubitz, Loeben, Knobelsdorff, Rothenburg, Schönberg, Salhausen, Hirschfeld, X. Powyżej między trójkątnymi frontonami kartusz z herbem von Buddenbrock z datą 1833. Po prawej stronie wejścia, na ścianie kartusz z herbem Saksonii. W 1725 pałac był własnością rodziny von Stosch. W XIX w. natomiast w posiadaniu rodziny von zu Pückler oraz baronów von Buddenbrock. Herb von Pückler znajduje się na jednym z pieców kaflowych. Obiekt jest częścią zespołu pałacowego, w skład którego wchodzą jeszcze: park w stylu angielskim w pobliżu rzeki, dwór na folwarku z XIX w., spichrz na folwarku z XIX w.

## Właściciele
Georg von Glaubitz (zm. 1483)
|
Melchior von Glaubitz (zm. po 1494) mąż Evy von Knobelsdorff
|
Ernst von Glaubitz (zm. 1554) mąż Juliany von Loeben, córki Anny von Rothenburg
|
Wolfgang von Glaubitz (zm. 1568) mąż Marthy von Sahlhausen, córki Marii von Schönberg

## Herby
Herby przodków Christopha: von Glaubitz, von Loeben, von Knobelsdorff, von Rothenburg; jego żony: von Schönberg, von Salhausen, von Hirschfeld, X.

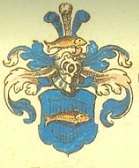
Herb von Glaubitz
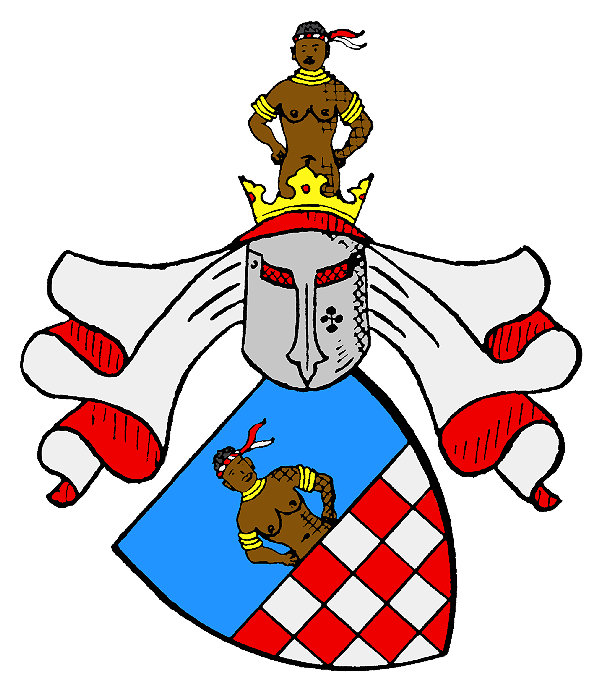
Herb von Loeben
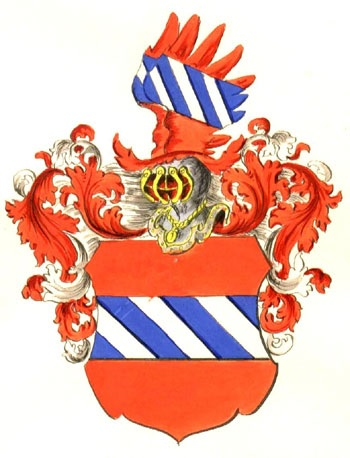
Herb v. Knobelsdorff
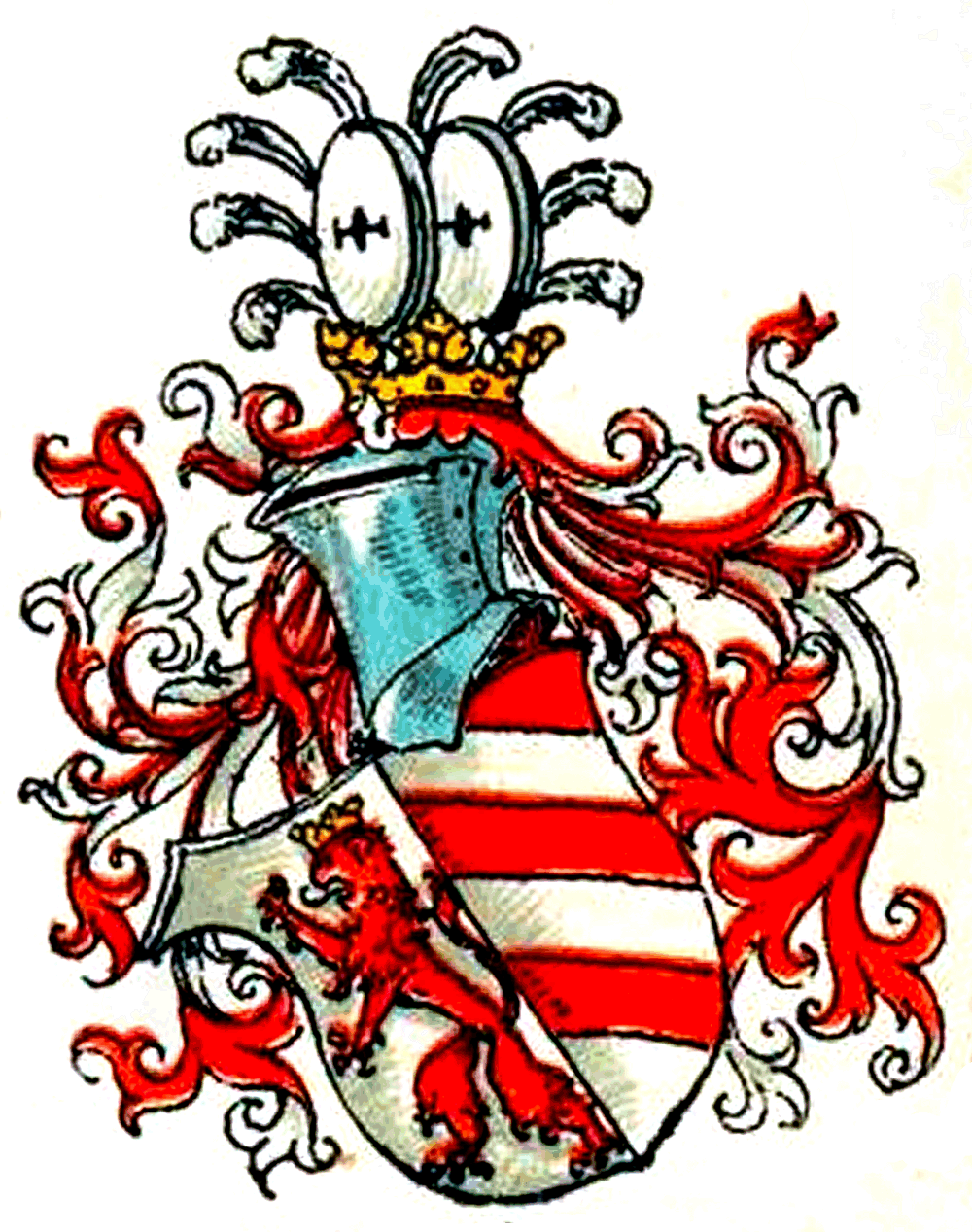
Herb von Rothenburg
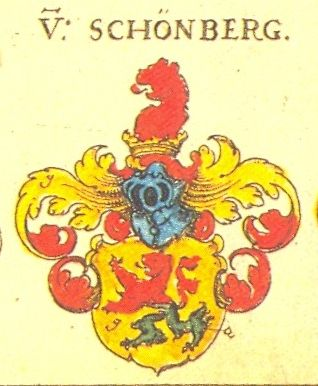
Herb von Schönberg
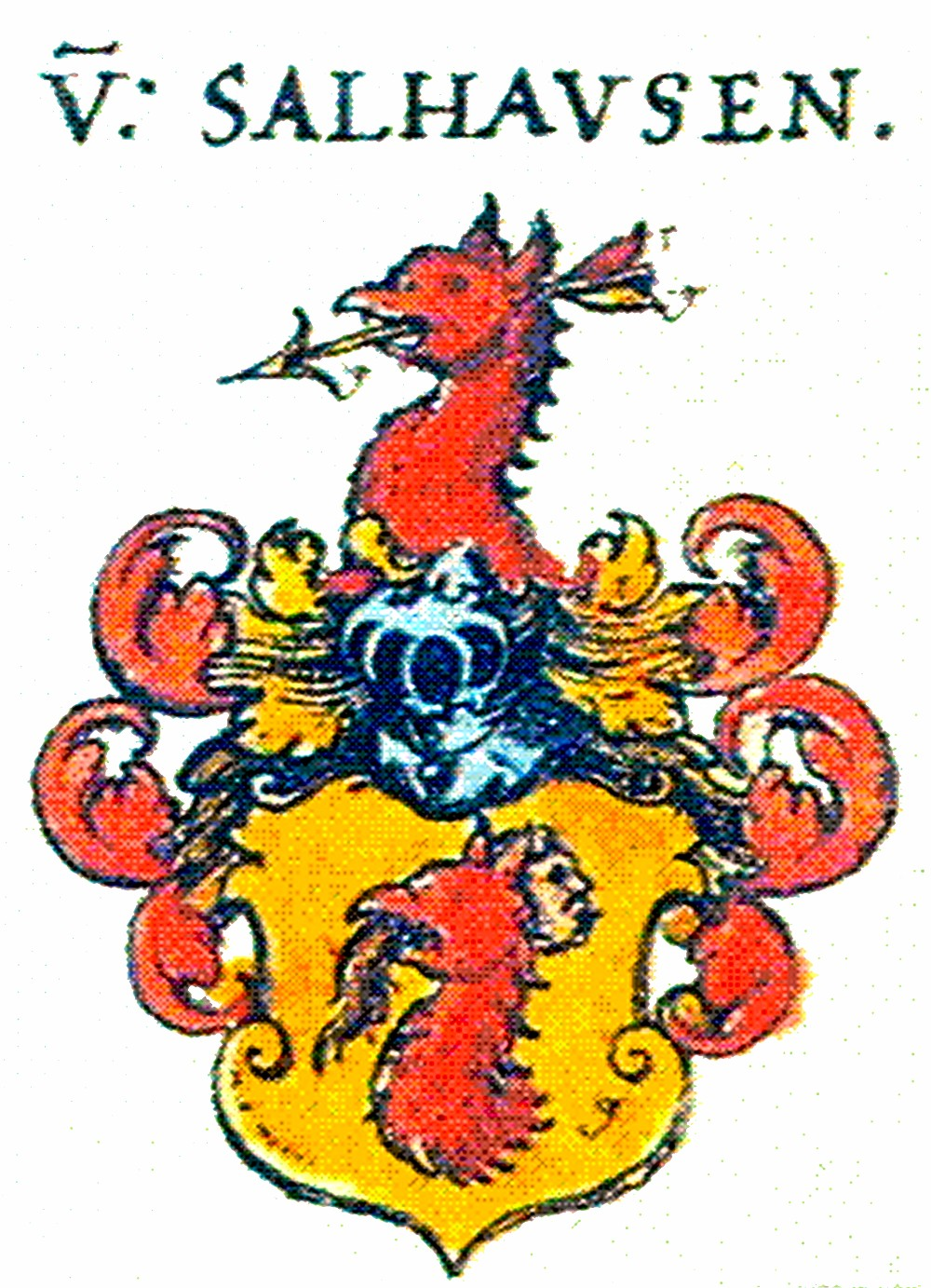
Herb von Saalhausen
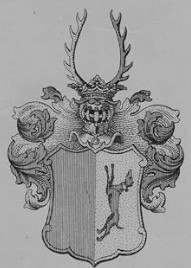
Herb von Hirschfeld
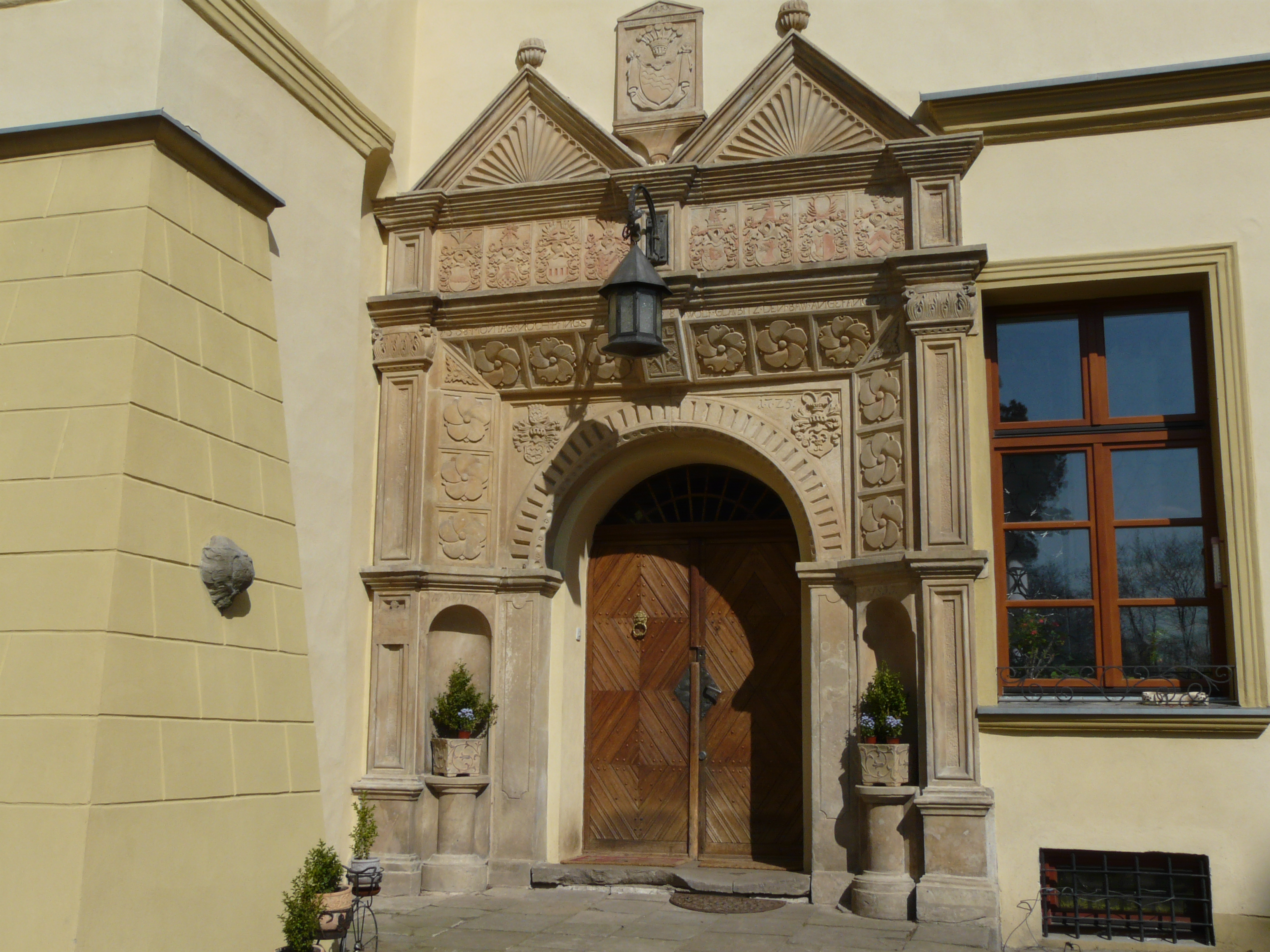
Portal z herbami
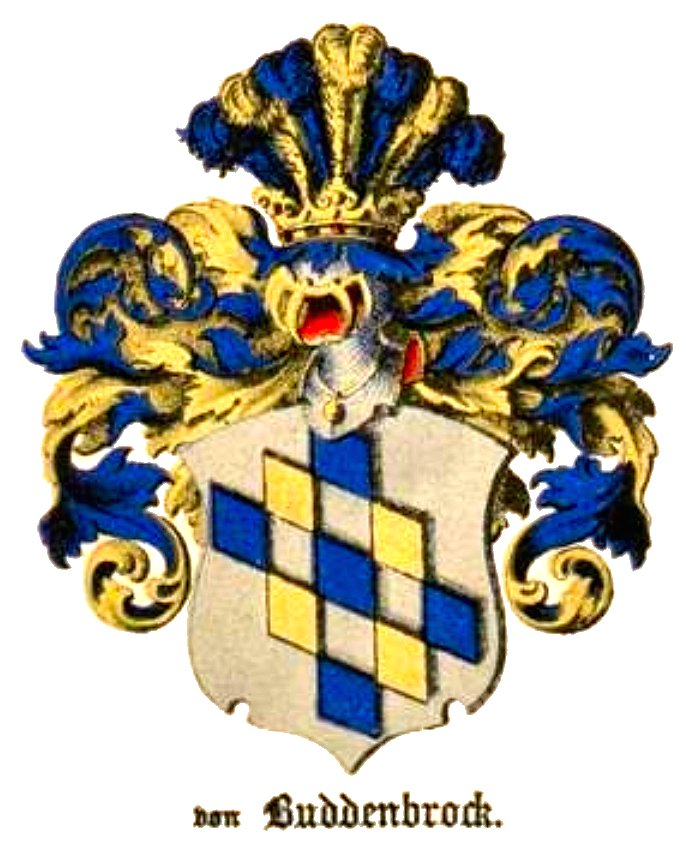
Herb v. Buddenbrock
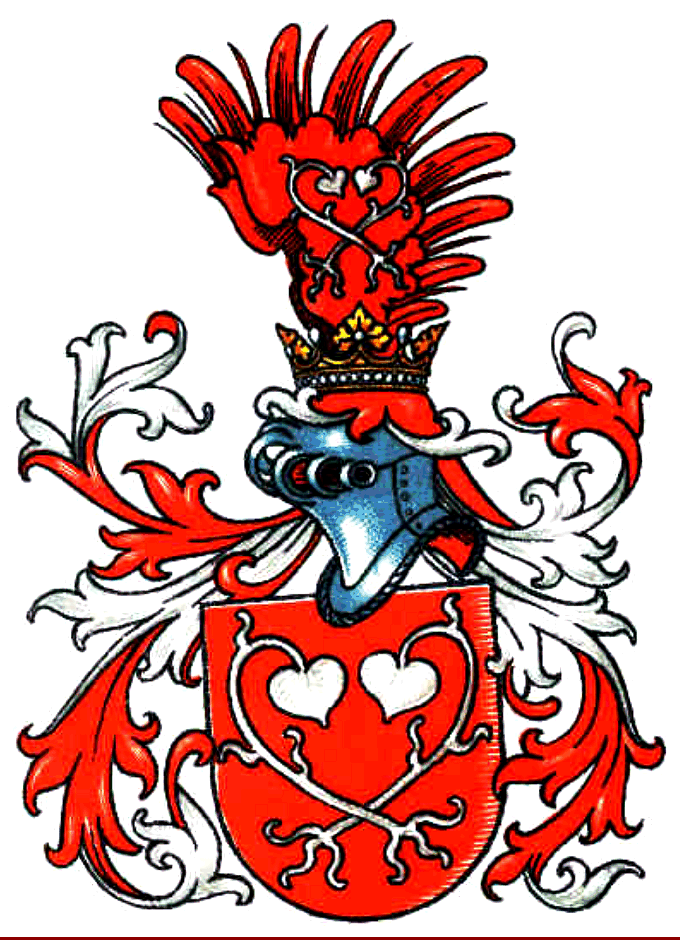
Herb von Stosch
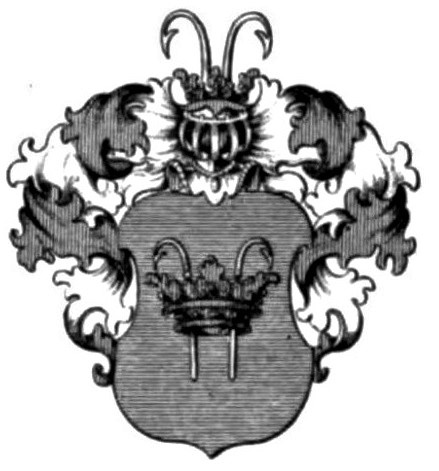
Herb von Landskron
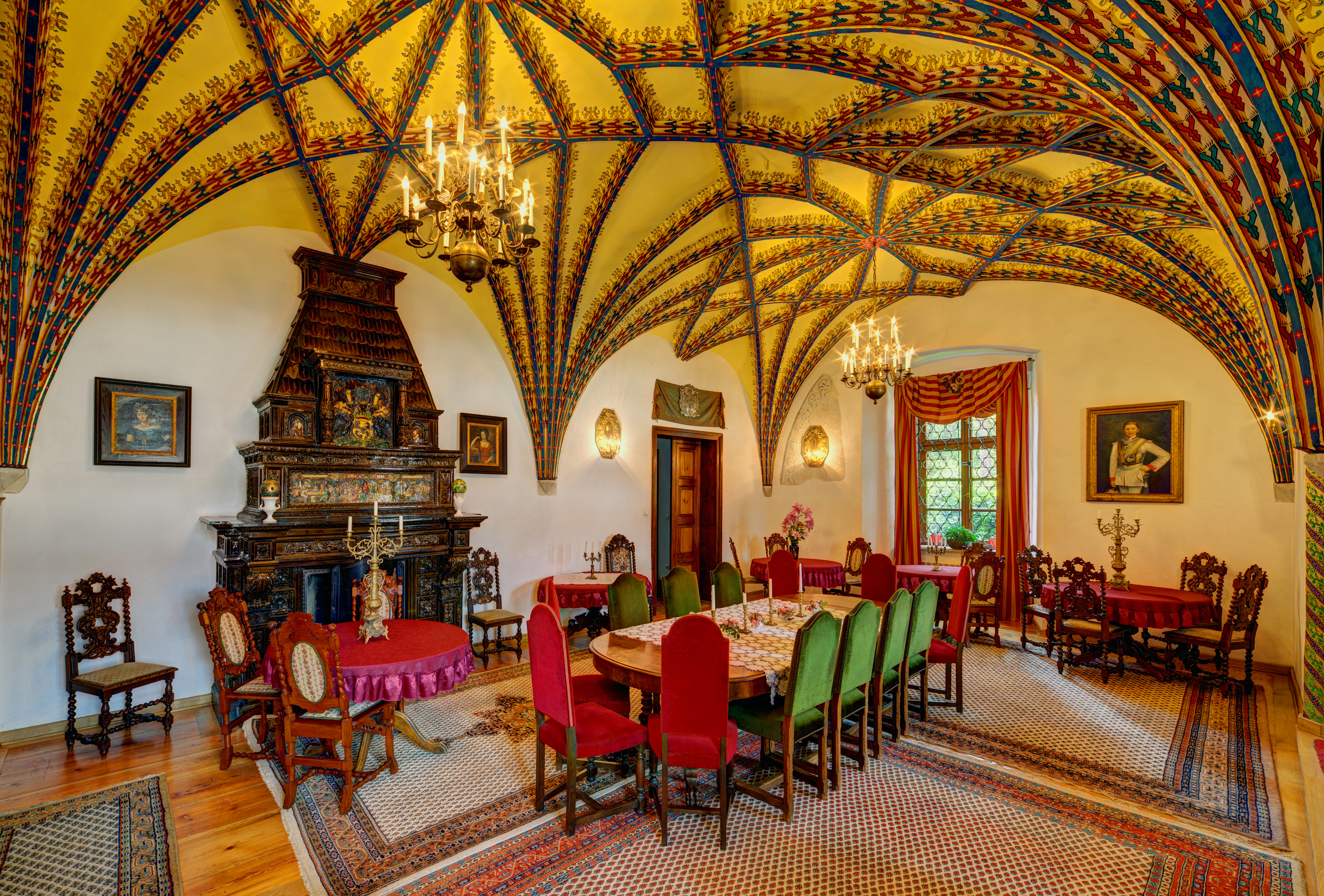
Kominek z herbem von Pückler
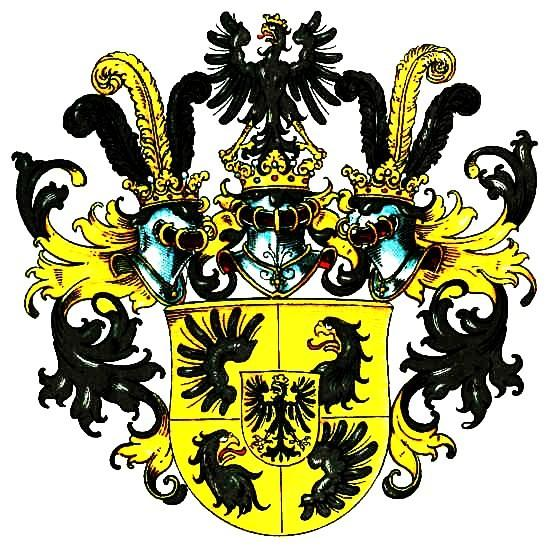
Herb von Pückler